# Nur nicht weich werden, Susanne!
Pour plus de détails, voir Fiche technique et Distribution.
Nur nicht weich werden, Susanne! (Il ne suffit pas d'être tendre, Susanne !) est un film antisémite allemand avec comme sous-titre Eine Groteske aus vergangener Zeit (Un grotesque du temps passé) qui a été produit en 1934 par la Berliner Cserepy-Tonfilmproduktion GmbH, et qui est sorti en salle en Allemagne le 24 janvier 1935.

## Synopsis
L'ensemble du film a pour toile de fond la prise de pouvoir des nazis qui devient en fait la raison d'être du film.
Le film se déroule dans le milieu du cinéma, vers la fin de la République de Weimar dans le contexte de la crise économique mondiale de 1929. Le personnage principal, Susanne, est une figurante au chômage qui trouve un rôle secondaire dans le film kitsch Aime moi une fois à Honolulu, grâce à un assistant de mise en scène. Les producteurs sont des Juifs représentés comme cupides et avides, qui exploitent aussi un casino clandestin. Quand un client du casino se suicide, les producteurs du film enlèvent Suzanne et une autre actrice pour détourner l'attention. George, le fiancé de Suzanne, libère les deux femmes. Ensembles, ils essaient de prouver la culpabilité des producteurs, ce qui conduit à leur arrestation. Le film se termine par le mariage de Susanne et de George.

## Fiche technique
- Titre : Nur nicht weich werden, Susanne! - Eine Groteske aus vergangener Zeit
- Date de sortie : 24 janvier 1935 (Allemagne)
- Genre : Film de propagande nazie
- Langue : Allemande
- Format de pellicule : Noir et Blanc – 35 mm
- Réalisation : Arzén von Cserépy
- Scénario : Hans Hömberg d'après une nouvelle de Peter Hagen alias Willi Krause
- Production : Arzén von Cserépy
- Société de production : Cserepy-Tonfilmproduktion GmbH (Berlin) et Normaton GmbH (Berlin)
- Musique : Erwin Offeney et Marc Roland
- Photographie : Guido Seeber

## Distribution
- Jessie Vihrog : Susanne Kirchner
- Veit Harlan : George Brinkmann
- Willi Schur : Sammy Gold, directeur général
- Ernst Rotmund : Archinowitz, directeur de production
- Maly Delschaft : la diva du film
- Harry Frank : la vedette du film
- Eugen Rex : régisseur
- Hans Adalbert Schlettow : détective
- Rotraut Richter : Grete
- Ellen Bang : Lilli
- Josef Dahmen : Kurvenkarl

## Critiques
Le film a été réalisé dans les premières phases du régime nazi, avant une diminution relative de la propagande antisémite au moment des Jeux olympiques d'été de 1936 à Berlin. Une nouvelle vague plus importante de films antisémites débute en 1939.
Le critique de films Karsten Witte écrit en 1993 sur ce film:
« .. Dans le film le régisseur est allemand. Il lutte pour que son film soit artistique, et veut appliquer au studio un réalisme que personne ne prend au sérieux…Cette malheureuse comédie a deux ennemis de l'intérieur: l'homme juif, dont le désir érotique est dénoncé, et la femme autonome, dont l'épanouissement artistique personnel dans un premier temps encouragé, est ensuite étouffé. L'ennemi esthétique se nomme le réalisme, qui s'infiltre partout et qui sera alors abattu… Pendant le Troisième Reich, la force de création doit de nouveau devenir l'illusion. »
Le critique David Stewart Hull pense que la qualité manifestement très médiocre du script a contribué à la disgrâce de Willi Krause auprès du Ministre de la propagande Joseph Goebbels, et à son remplacement en avril 1936 au poste de Reichsfilmdramaturg (Conseiller dramatique du Reich pour les films), qu'il occupait depuis sa création en février 1934.